# Testa Malinvern
Testa Malinvern – szczyt w Alpach Nadmorskich, części Alp Zachodnich. Leży na granicy między Włochami (Piemont) a Francją (Prowansja-Alpy-Lazurowe Wybrzeże). Sąsiaduje z Testa del Claus. Szczyt można zdobyć ze schronisk: Rifugio Chastillon (2018 m), Rifugio Questa (2388 m) i Rifugio Malinvern (1839 m). Najbliższe miejscowości to Isola we Francji oraz Valdieri i Vinadio we Włoszech.
Pierwszego wejścia dokonał podporucznik Siccardi w 1878 r.